# Bibliothèque publique de Valence
La bibliothèque publique de Valence est la bibliothèque principale de la ville de Valence (Espagne). En tant qu'institution, elle a été fondée en 1838. Cependant, elle n'occupe son emplacement actuel, le bâtiment principal de l'ancien hôpital des pauvres innocents, que depuis 1979.

## Histoire

### Origines
L'origine de l'institution remonte à 1938. Elle a fait commencé dans la bibliothèque populaire de Valence, à l'origine située la dans Casa Vestuario, sur la Plaza de la Virgen. La bibliothèque a été déménagée, en 1979, dans l'ancien hôpital de Valence, également connu comme l'hôpital de los Pobres Innocentes (Hôpital des pauvres innocents).

### Hôpital

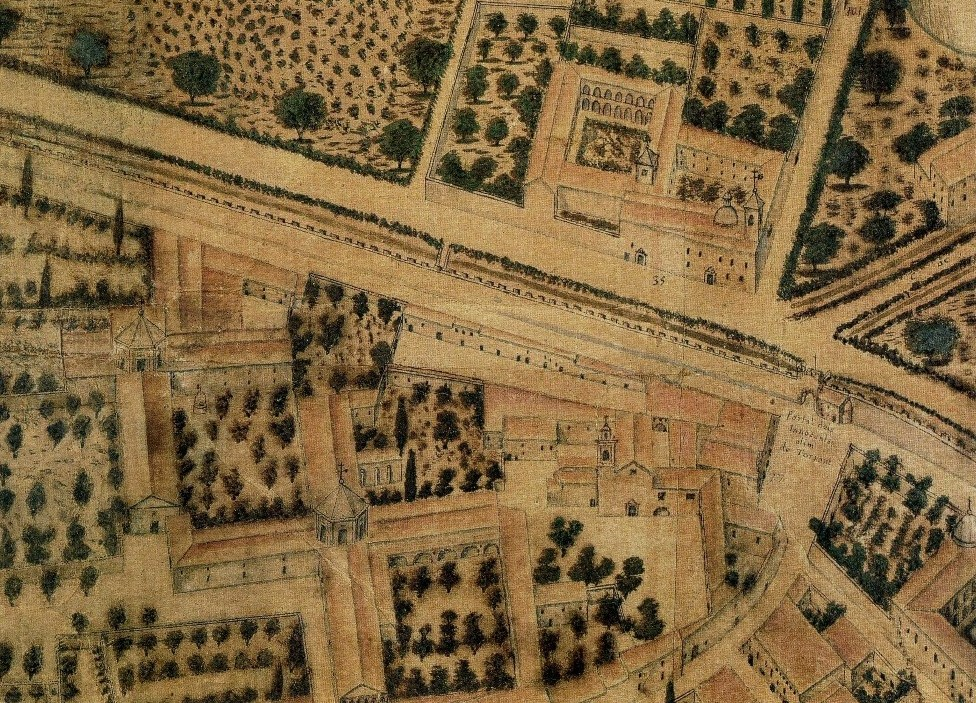
Carte de l'hôpital, faite par Tape Toca en 1704.

Le bâtiment qui abrite actuellement la bibliothèque a été fondé en 1409 par les membres de la bourgeoisie de la région de Valence de l'époque, encouragés par un sermon de Fray Juan Gilabert Jofre dans lequel il a défendu la nécessité de créer une institution de soins de la personne des malades mentaux. C'est ainsi que l'hôpital de Folls de Santa Maria dels Pobres Innocents a été fondée. Il a été le premier hôpital de soins psychiatriques fondé en Europe et en 1493, il a reçu l'autorisation d'étendre l'hôpital. Les travaux de construction ont abouti à une nouvelle unité de soins infirmiers ayant la forme d'une croix grecque comme l'une des nombreuses pièces jointes à l'hôpital, et dans laquelle est maintenant la bibliothèque. Il avait deux étages, celui du bas pour traiter les hommes, et celui du haut pour les femmes.
Jusqu'au début du XVIe siècle, à Valence coexistent plusieurs hôpitaux mineurs, généralement associés avec les organisations religieuses qui lui ont été consacrés pour guérir certaines maladies. En 1511, un acte de Ferdinand II d'Aragon décrète l'unification de l'ensemble de ces hôpitaux. Certains autres bâtiments y ont été ajoutés et l'ensemble a été rebaptisé « Hôpital général de Valence ». Un incendie en 1547 force à la reconstruction de l'édifice et, en 1664, un second transept est construit. Le portail gothique qui est actuellement à l'entrée de la bibliothèque est la seule pièce originale qui reste d'avant l'incendie.

### Bibliothèque
L'établissement de santé a continué à servir comme un hôpital jusqu'en 1960, quand a été ouverte la clinique de l'hôpital de Valence. Avec l'abandon du centre a commencé la démolition. Au cours de ce processus, l'église, l'ancienne pharmacie et l'école de médecine ont été démolis. Néanmoins, l'opposition citoyenne a réussi à arrêter la démolition, juste avant que l'unité de soins infirmiers ne soit détruit. De nos jours, la bibliothèque est située dans ce bâtiment.
Le 28 novembre 1963, par le décret 3438, les bâtiments qui n'avaient pas été démolis ont été déclarés comme un conjunto histórico (ensemble historico-artistique), survivant aux travaux de construction de l'ancienne infirmerie, l'ermitage de Santa Lucia et de la chapelle connu comme « El Capitulet ». En 1979, le Ministère de la Culture a installé la bibliothèque publique de Valence, dans l'ancien bâtiment de l'hôpital, et la bibliothèque du centre de coordination (maintenant IVAJ) à la pharmacie.
Actuellement, en raison de la forme de croix grecque du bâtiment, la bibliothèque a divisé ses services dans chacune des ailes : dans l'entrée, des étagères de magazines et de livres de référence ; dans l'aile gauche, le service de prêt ; sur la droite, le matériel pour les enfants et les jeunes ; et dans le fond, le service des archives. À l'étage, il y a les ailes des sciences humaines, de sciences, les bureaux et le fonds locaux.
En 2020, la Bibliothèque de Valence a fait l'objet d'une large campagne de numérisation. En effet, près de 220 manuscrits totalisant 53 000 images y ont été répertoriés au format digital. Écrite en espagnol, en valencien et en latin, une grande partie de ces textes, imagés pour la plupart, plonge ses racines au XIVe siècle.

## Services
La bibliothèque publique de Valence offre les services suivants :
- information bibliographique.
- prêt de livres et d'autres médias.
- Activités culturelles.
- salles de lecture.
- services en ligne (ILL, desiderata, réservations et renouvellements ...).
- Wifi et Internet.

## Directeurs
| Directeur                   | Années           |
| --------------------------- | ---------------- |
| Pilar Faus                  | 1979-1993        |
| Caroline Sevilla            | 1993-2007        |
| Rafael Coloma               | 2008-2010        |
| María Jesús Carrillo        | 2010-2014        |
| Everilda Ferriols Segrelles | 2014-2016        |
| Ana Moure                   | 2016-aujourd'hui |

## Images

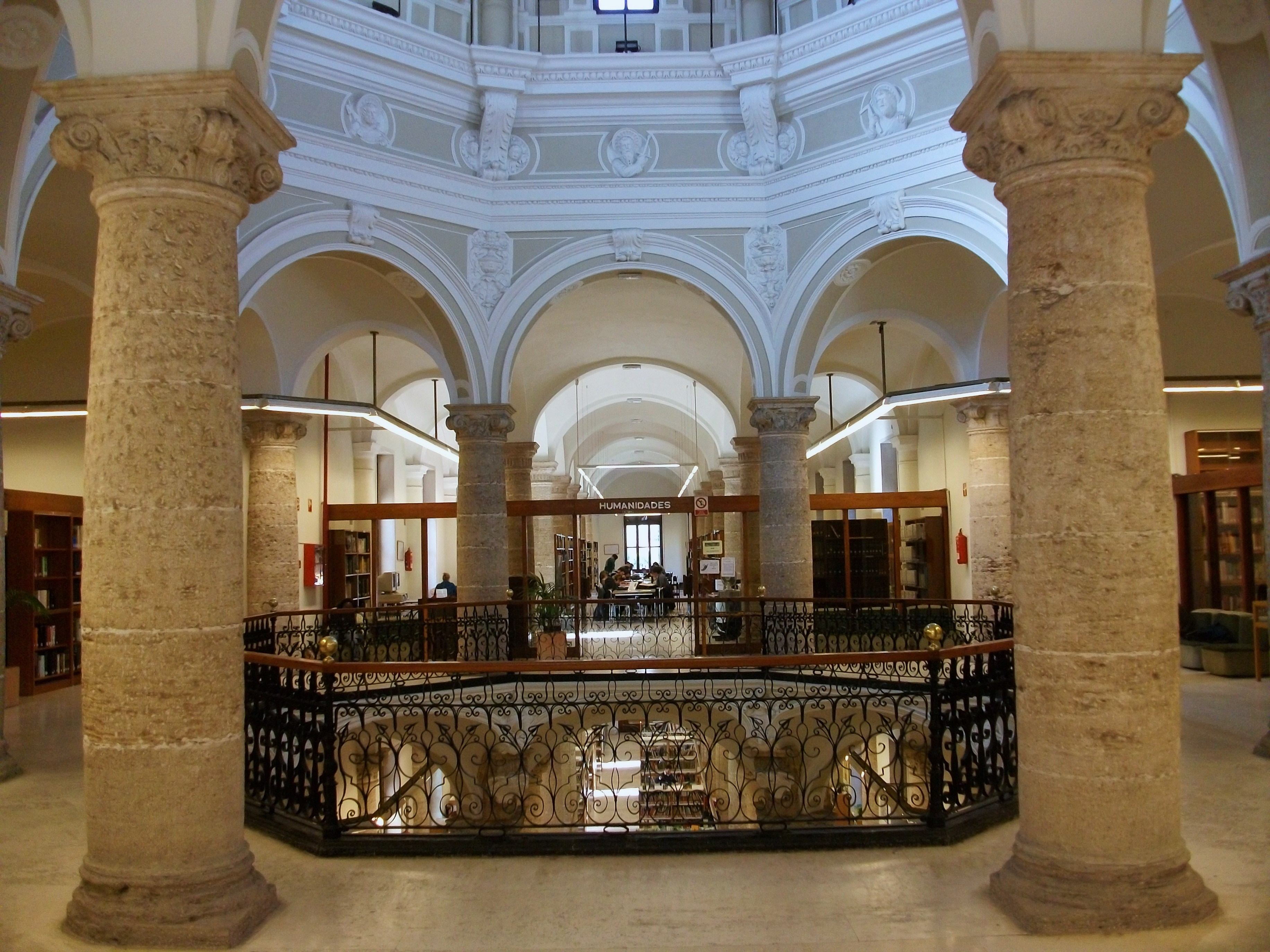
Croisée de l'ancien hôpital.
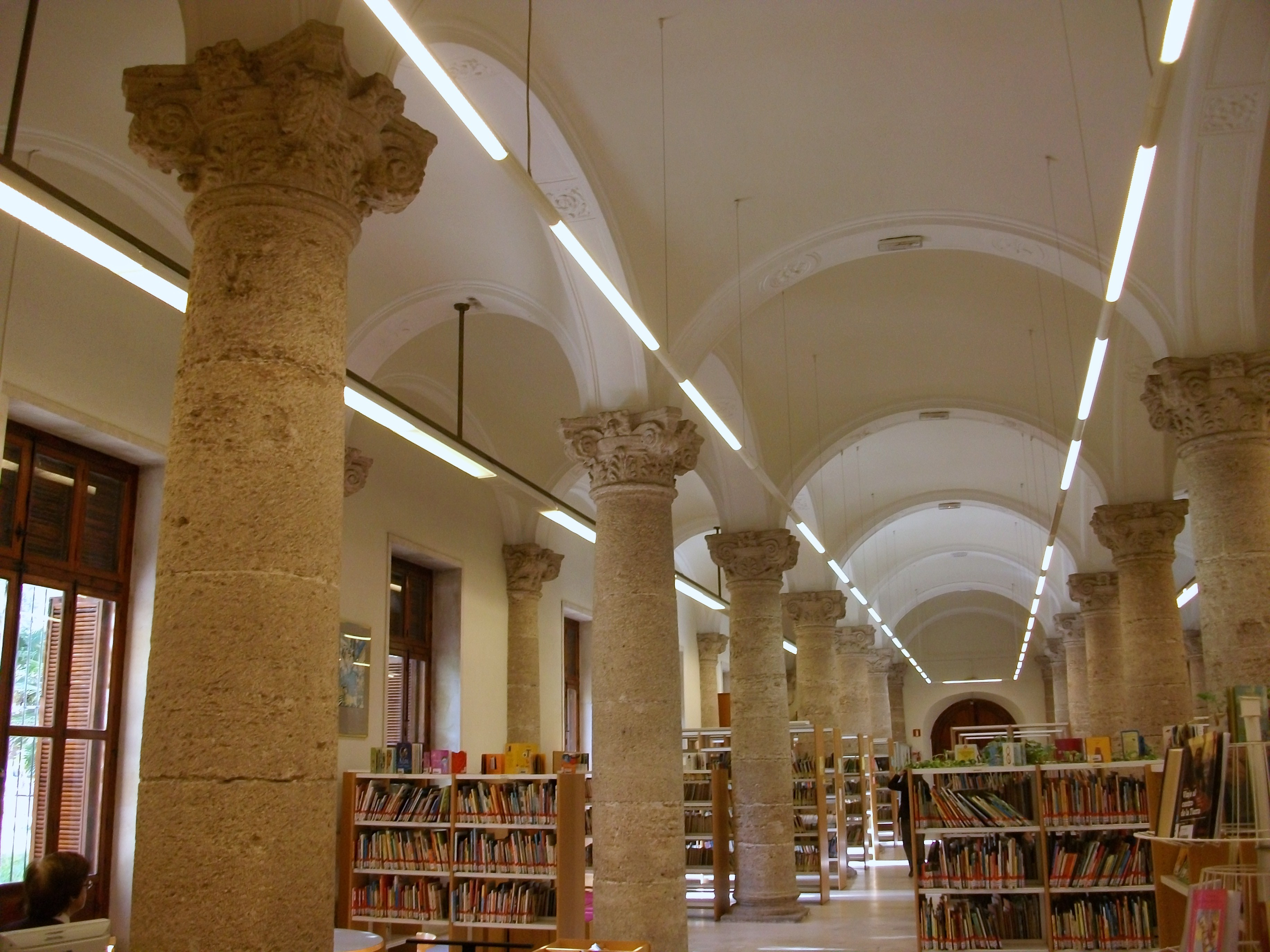
Partie centrale et latérale du bâtiment.
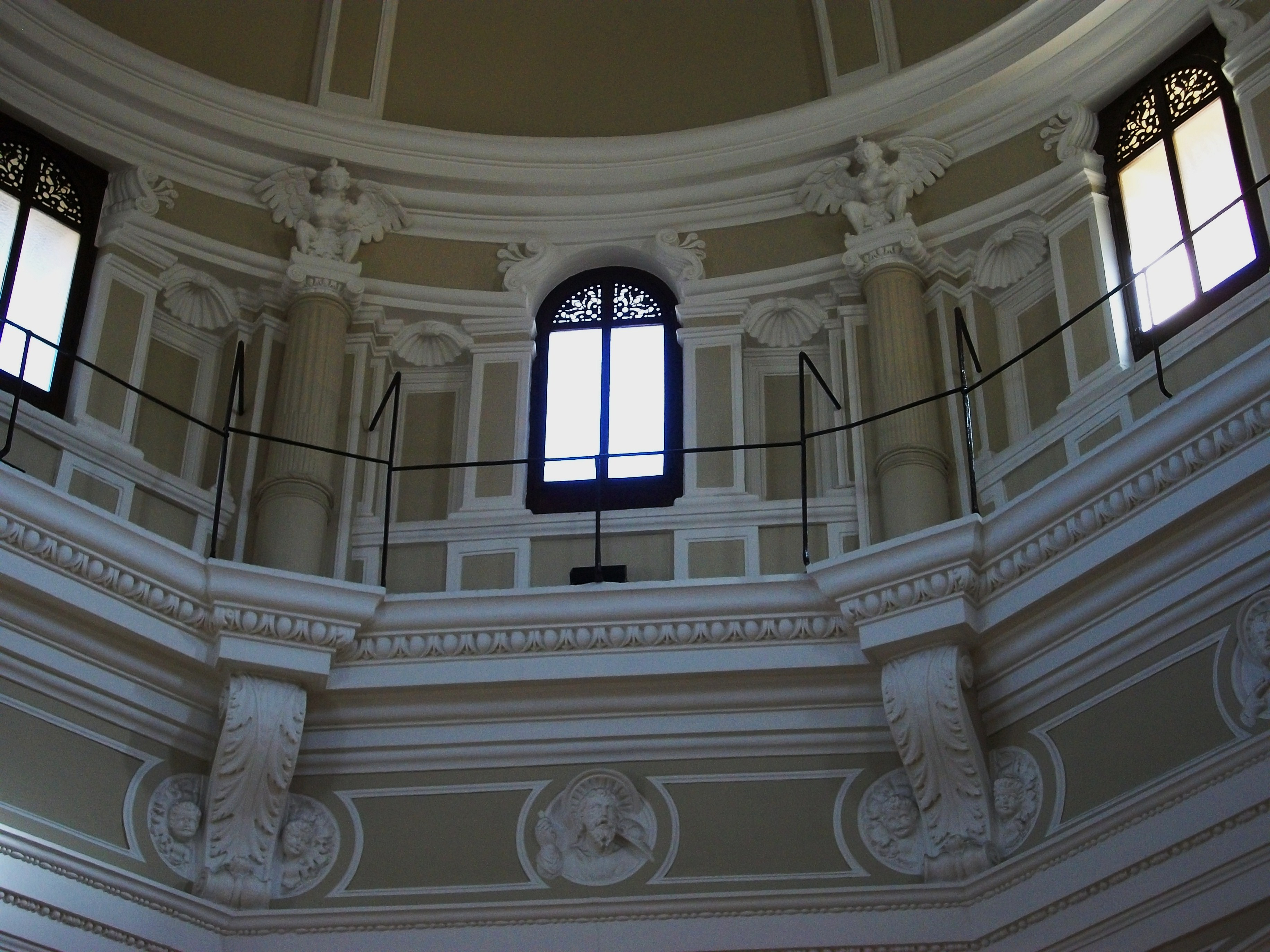
Détails de l'intérieur de la coupole.
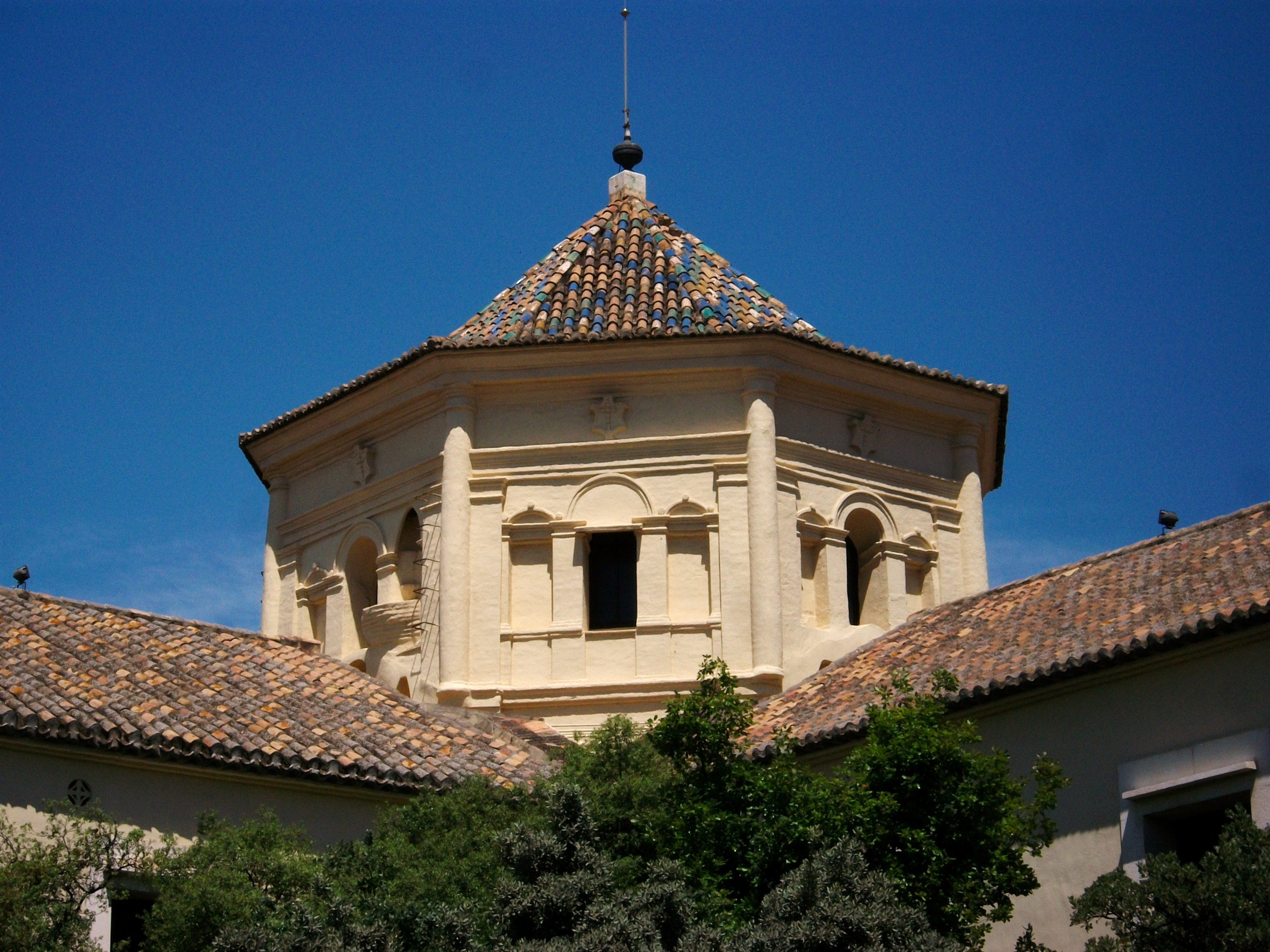
Détails de l'extérieur de la coupole.
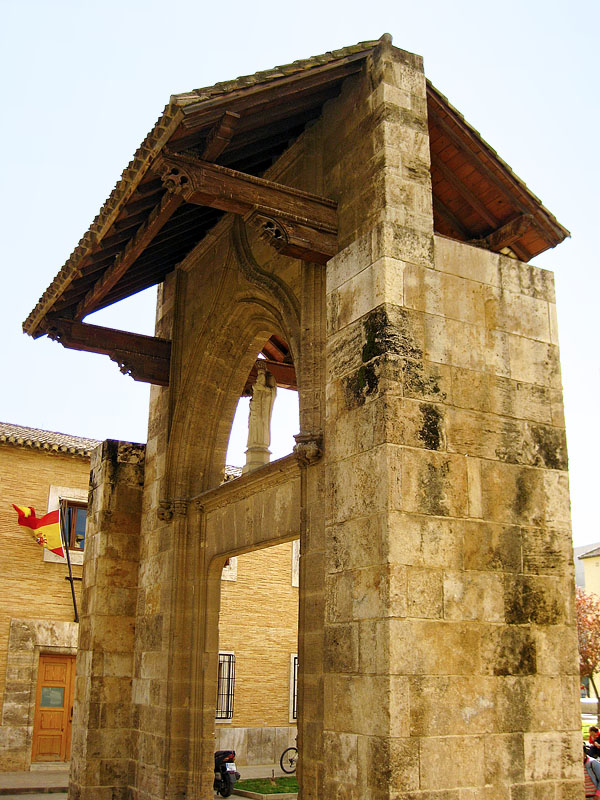
Portail gothique de la première construction.